# Domingos Bonifacio
Domingos Bonifacio (Luanda, 28 de outubro de 1984) é um basquetebolista profissional angolano, atualmente joga no Clube Recreativo Desportivo do Libolo.